# 24-es busz (Miskolc)
A miskolci 24-es buszjárat a Repülőtér/BOSCH és a Középszer utca kapcsolatát látja el.

## Története
Kezdetben a Repülőteret kötötte össze a hejőcsabai Úttörőparkkal (neve ellenére lakott terület és nem park), aminek a neve Hejő-parkra változott. 2007. január 1-jétől 2008. június 14-éig a Búza térig járt.
A járat 2008. június 15-től 2022. december 12-ig a Repülőtér/BOSCH – Szinvapark között közlekedett. A két állomás közti távot odafele 16 visszafelé 11 perc alatt tette meg.
2022. december 13-tól a járat meghosszabbításra került a Középszer utca/Szolgáltatóházig, mely miatt a 280-as busz megszűnt.

## Követési ideje
Mindennap óránként közlekedik.

## Járművek
A vonalon MAN A21 NL223, MAN A21 Lion's City CNG szóló alacsony padlós autóbusz, valamint MAN SL223 típusú szólóbusz közlekedik.

## Útvonala
| Repülőtér/BOSCH – Középszer utca,Szolgáltatóház | Középszer utca,Szolgáltatóház – Repülőtér/BOSCH |
| --- | --- |
| - Repülőtér/BOSCH - Szentpéteri kapu - Huba utca - Kassai utca - Levente vezér utca - Huszár utca - Szeles utca - Ady Endre utca - Király utca - Hadirokkantak útja - Király utca - Lévay József utca - Csabai kapu - Ifjúság Útja - Középszer utca - Középszer utca,Szolgáltatóház | - Középszer utca,Szolgáltatóház - Középszer utca - Miskolctapolcai út - Tapolcai elágazás - Csabai kapu - Lévay József utca - Király utca - Ady Endre utca - Szeles utca - Huszár utca - Levente vezér utca - Kassai utca - Huba utca - Szentpéteri kapu - Repülőtér/BOSCH |

## Megállóhelyei
| 0  | Repülőtér/BOSCH végállomás               | 20 | 3A, 8, 12, 14, 20, 36, 54, 240                             |
| 1  | Napsugár Otthon                          | 19 | 3A, 12, 14, 20, 36, 54                                     |
| 2  | Megyei Kórház                            | 18 | 3A, 12, 14, 20, 36, 54                                     |
| 4  | Kassai utca                              | 16 | 3A                                                         |
| 6  | Bulcsú utca                              | 14 | 3A                                                         |
| 7  | Búza tér (templom)                       | 13 | 1, 3, 3A, 4, 7, 11, 20, 20A, 20B, 28, 32, 43, 44, 45, 101B |
| 9  | Szinvapark                               | 11 | 1A, 2 3A, 12, 20, 20A, 20B, 28, 32, 34, 35, 36, 43, 44, 45 |
| 10 | Vörösmarty városrész                     | 10 | 3A, 21, 32, 45, Auchan 1                                   |
| 13 | Szigligeti tér                           | 8  | 30, 31                                                     |
| 15 | SZTK Rendelő                             | 7  | 12, 14, 20, 20A, 30, 31, 34, 36, 43, 44                    |
| 16 | Petneházy bérházak                       | 5  | 12, 14, 20, 20A, 30, 31, 34, 36, 43, 44                    |
| 18 | Középszer utca/Általános iskola          | ∫  |                                                            |
| ∫  | Tapolcai elágazás                        | 4  | 4, 12, 14, 20, 20A, 30, 32, 34, 36, 43, 44, 45             |
| ∫  | Vasúti felüljáró                         | 2  | 12, 20, 20A, 30, 32, 34, 36                                |
| ∫  | Testvérvárosok útja                      | 1  |                                                            |
| 20 | Középszer utca/Szolgáltatóház végállomás | 0  |                                                            |